# Octandre
Octandre est une œuvre d'Edgar Varèse écrite en 1923 pour huit instruments solistes. 
Suivant immédiatement la composition d'Hyperprism, la musique d'Octandre illustre le propos du compositeur : « chacune de mes œuvres découvre sa propre forme » malgré une apparence plus classique et l'emploi d'un effectif plus réduit. C'est la première partition où Varèse se passe des instruments à percussion – l'autre sera la monodie pour flûte Densité 21,5.
L'instrumentation est très précise (on entend trop souvent qu'Octandre est composé "pour huit instruments à vent"…) : flûte alternant avec la petite flûte, clarinette en si bémol alternant avec la petite clarinette en mi bémol, hautbois, basson, cor en fa, trompette, trombone ténor et contrebasse.
C'est la seule œuvre de Varèse à être divisée en plusieurs mouvements. La forme est celle de l'ouverture à la française :
- Assez lent (un long silence sans interrompre - enchaînez)
- Très vif et nerveux (enchaînez)
- Grave

Les indications de jeux sont également notées en français : "très scandé", "un peu angoissé", "mordant", "animé et jubilatoire", ce qui est unique dans la production du compositeur. Le titre, ajouté après la composition, comme toujours chez Varèse, fait référence à un terme de botanique pour les fleurs "octandres : qui ont huit étamines".
La création eut lieu au théâtre Vanderbilt de New York le 13 janvier 1924 sous la direction de Robert Schmitz, dédicataire de l'œuvre. 
Sa durée d'exécution est d'environ six minutes et trente secondes.
Arthur Hoérée commentait l'œuvre en ces termes : « Ce qui frappe dès l'abord, c'est l'instrumentation d'exception qui est à la base de l'écriture. La flûte monte jusqu'au contre-ut dièse, le basson au ré, le trombone se promène dans les notes moyennes de la trompette. Le flatterzunge est d'un usage régulier. »
La partition est remarquable également par le chant soliste du hautbois occupant le début du premier mouvement, celui de la flûte au début du second mouvement, et par l'utilisation très consciente du silence : la première mesure de ce mouvement très vif et nerveux, après "un long silence sans interrompre" pour "enchaîner"… est une mesure silencieuse. 